# Xylosma latifolium
Xylosma latifolium là một loài thực vật thuộc họ Salicaceae. Đây là loài đặc hữu của Ấn Độ.